# Tlaxco
Tlaxco és un municipi de l'estat de Tlaxcala. Tlaxco és la capital municipal i principal centre de població d'aquesta municipalitat. Aquest municipi és a la part nord de l'estat de Puebla. Limita al nord amb els municipis d'Apan, al sud amb Sactorum, a l'oest amb estat de Hidalgo i a l'est amb Sactorum.